# Shaanxi KJ-500
Shaanxi KJ-500 – chiński samolot wczesnego ostrzegania i kontroli przestrzeni powietrznej. Płatowiec bazuje na konstrukcji chińskiego samolotu transportowego Shaanxi Y-9.

## Historia

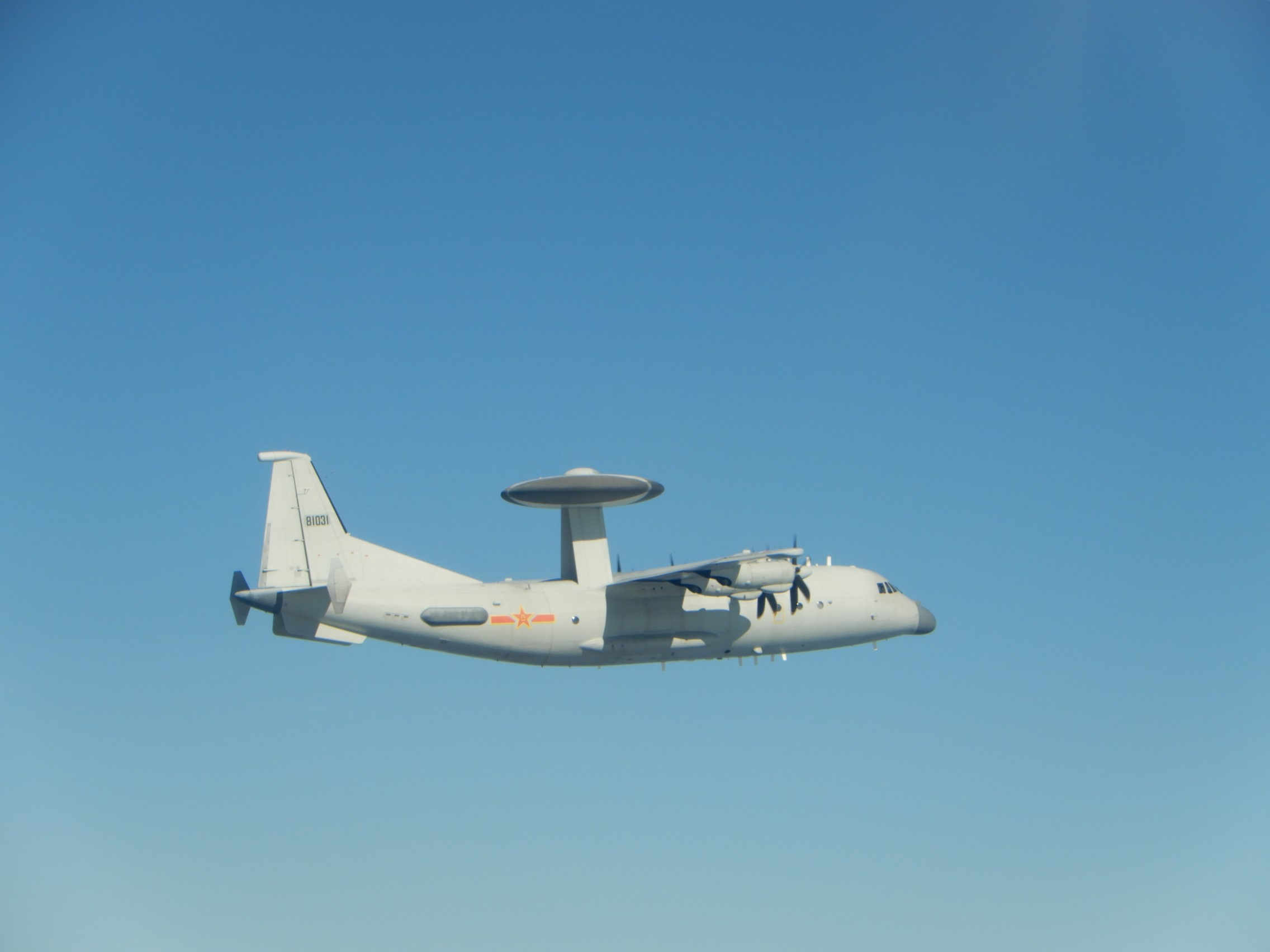
Shaanxi KJ-500 w locie

Wadą anten radiolokatora JY-06, tworzącego system Shaanxi KJ-200, była martwa strefa niewidzialna dla radaru w przedniej i tylnej półsferze samolotu. Pozostając przy nośniku, jakim jest krajowej produkcji samolot Y-8 lub jego nowsza wersja Y-9, 38. Instytut Naukowo Badawczy rozpoczął prace nad nowym radarem z anteną typu AESA (radar z aktywnym skanowaniem fazowym), z trzema nieruchomymi, ścianowymi antenami, wpisanymi w dysk, każda z anten odpowiada za obserwacje wycinka 120° obszaru, razem pokrywającymi 360° przestrzeni wokół samolotu. System radiolokacyjny oznaczony prawdopodobnie jako JY-11, opracowano w latach 2008 - 2011. Analogiczny układ zastosowano w samolocie Xi’an KJ-2000. Tam jednak dysponowano znacznie większym nośnikiem. Na kadłubie płatowca Y-9, będącego zmodernizowaną wersją maszyny Y-8F-600, zamontowano nieruchomą talerzową antenę, trzy ścianowe anteny wpisane w okrąg dysku. Maszyna otrzymała nowe oznaczenie Y-9W (lub Y-9GX-10). Zmodyfikowano płatowiec montując na końcach stateczników poziomych dodatkowe, pionowe powierzchnię zwiększające stateczność podłużną samolotu. Pod kadłubem, pod statecznikiem pionowym, zainstalowano dużą płetwę ogonową. Dodatkowo samolot wyposażony został w pasywny układ rozpoznania radioelektronicznego. Anteny systemu widoczne są w postaci podłużnych osłon znajdujących się po obydwu stronach tylnej części kadłuba. System łączności i transmisji danych z antenami widocznymi na kadłubie oraz system samoobrony. Umieszczony na pokładzie system radiolokacyjny, zdaniem producenta, ma możliwość śledzenia od 100 do 150 obiektów, dysponuje zasięgiem 450 km. Obsługiwany jest operatorów, mających do dyspozycji sześć konsol znajdujących się na pokładzie. Samolot jest w stanie kierować działaniami od 12 do 30 maszyn zadaniowych, towarzyszących KJ-500. Pierwsza z tak zmodyfikowanych maszyn, oznaczona jako KJ-500, została ujawniona w grudniu 2013 roku i jeszcze w tym samym roku oblatana. W 2015 roku ujawniono drugi egzemplarz, będący pierwszą seryjna maszyną. Seryjne samoloty zostały dostarczone Marynarce Wojennej Chińskiej Armii Ludowo-Wyzwoleńczej i Siłom Powietrznych Chińskiej Armii Ludowo-Wyzwoleńczej. Ujawniono, iż część samolotów wyposażono w instalacje do pobierania paliwa w locie. Według niepotwierdzonych danych, należące do sił powietrznych samoloty znajdują się na stanie 79. i 77. Pułku Lotniczego, ze składu 26. Dywizji Lotnictwa Specjalnego. Z kolei KJ-500 marynarki, zgrupowane są w 4. Pułku Lotniczym i jednym z pułków 9. Dywizji Lotnictwa Morskiego.